# Jón Arason

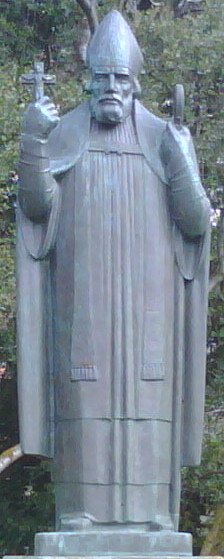
Jón Arason

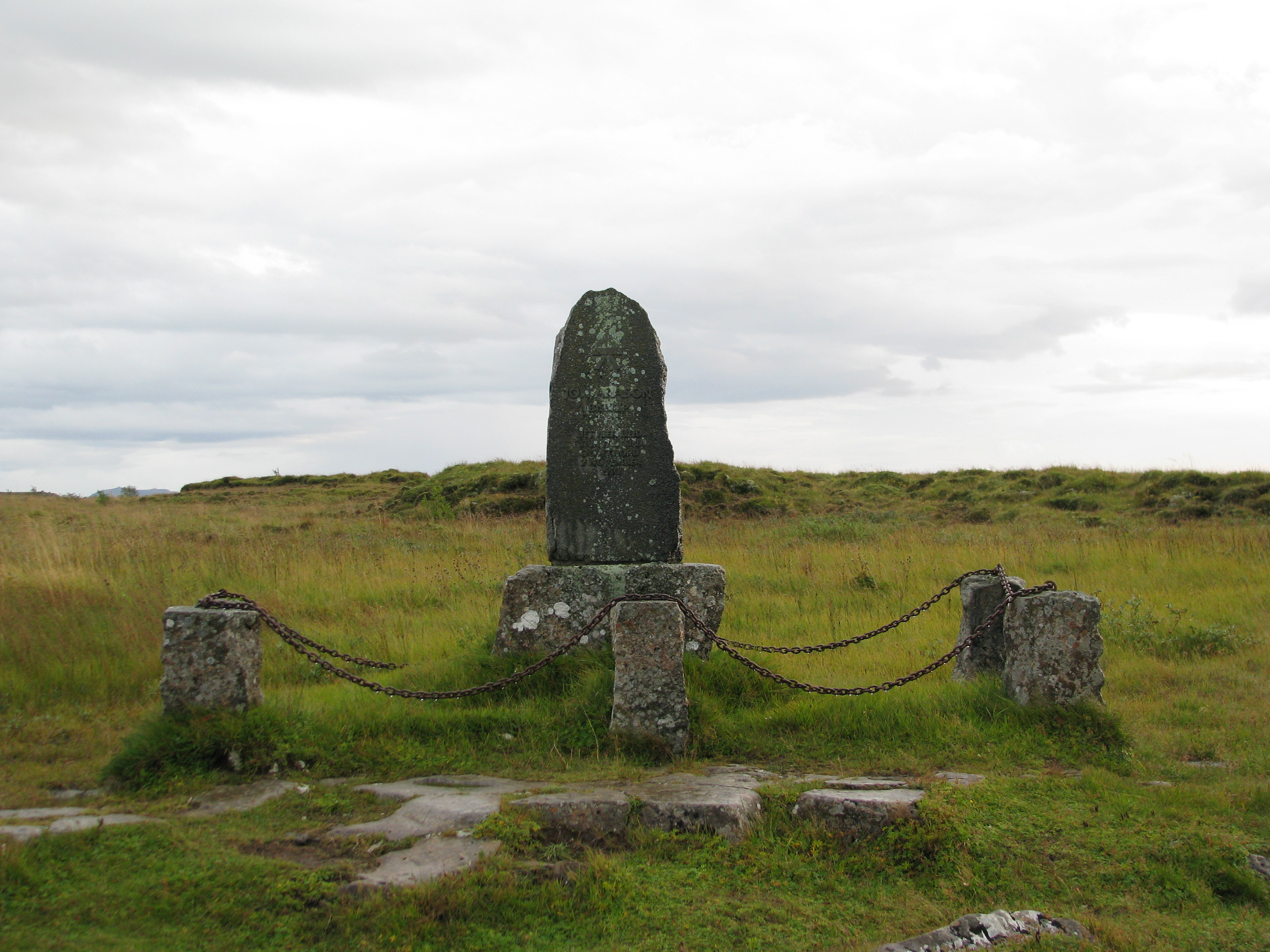
Monument voor Jón Arason.

Jón Arason (1484 – 7 november 1550) was de laatste rooms-katholieke bisschop van IJsland voor de introductie van het protestantisme.
Hij werd in 1524 door de aartsbisschop van Trondheim (Noorwegen) tot bisschop van Hólar benoemd. Men zegt dat hij buitengewone talenten bezat, maar hij was slecht in Latijn, en was openlijk wars van de eisen die het celibaat aan hem stelde. Hij was de kerk erg toegewijd, maar desondanks meer een krijger dan een echte bisschop.
De koning van Denemarken, Christiaan III, verordonneerde in 1538 dat IJsland de katholieke religie moest wijzigen in de lutheraanse, waardoor hij in ernstig conflict kwam met zowel Jón Arason in Hólar als met Ögmundur Pálsson, de bisschop van Skálholt. De oude en blinde Ögmundur werd door de Denen gevangengenomen en naar Denemarken gebracht, waar hij in 1542 overleed. Zijn opvolgers in Skálholt waren lutheraanse bisschoppen.
Het leiderschap van de katholieke bisschoppen viel zo ten deel aan de bisschop van Hólar, Jón Arason. Hij bleef defensief tot 1548 totdat het bisdom in Skálholt vacant kwam door het overlijden van bisschop Gissur Einarsson. Toen zag hij zijn kans schoon om van Skálholt weer een katholiek bisdom te maken en trok ten strijde. De Deense koning stuurde bisschop Marteinn Einarsson om hem te weerstaan, maar Jón nam hem gevangen. Hoewel de koning hem om deze handelwijze vogelvrij verklaarde, voelde Jón Arason zich gesterkt door een brief van Paus Paulus III die hem steunde in zijn strijd tegen de “goddelozen”. Bovendien moest zijn vonnis nog door het Alding van het komende jaar worden bekrachtigd.
Bij een poging om zijn volgende tegenstander Daði Guðmundssonaan aan te vallen, werd Jón bij Sauðafell vlak bij Breiðafjörður zelf gevangengenomen en aan Kristján Skriver, des konings waarnemer, overgedragen. Marteinn Einarsson werd onmiddellijk vrijgelaten. Hij wilde de bekrachtiging van het doodsvonnis van Jón Arason niet afwachten, liet er geen gras over groeien en onthoofdde Jón en twee van zijn zoons die hem al die tijd gesteund hadden op 7 november 1550 vlak bij de kathedraal van Skálholt. Op die plaats staat nu ter nagedachtenis van deze gebeurtenis een monument.
Het volgend jaar namen een aantal vissers wraak door Kristján Skriver en zijn trawanten bij Kirkjuból te vermoorden. De lichamen van Jón Arason en zijn zonen werden opgegraven en in de warme bron Vígðalaug bij Laugarvatn gewassen. Vervolgens zijn zij terug naar Hólar vervoerd en daar begraven. Zijn zoon Jón werd tot opvolger verkozen, maar deze verkiezing is nooit bekrachtigd. Bij gebrek aan verzet kreeg het lutheranisme vrij spel. De mensen echter bleven het katholieke geloof nog geruime tijd aanhangen en beschouwden Jón Arason als volksheld en martelaar. In totaal waren acht latere bisschoppen afstammelingen van hem.
- Bibsys: 90275333
- CiNii: DA09605011
- Gemeinsame Normdatei: 171960254
- International Standard Name Identifier: 0000 0000 8199 5388
- Library of Congress Control Number: nr96004479
- Nationale Bibliotheek van Israël: 987007434160605171
- Système universitaire de documentation: 060395753
- Virtual International Authority File: 12202555